# Geerteke van Lierop
Geerteke van Lierop (Tilburg, 5 juli 1980) is een Nederlandse actrice, presentatrice en stemactrice.

## Biografie
Van Lierop groeide op in Den Haag. Ze deed het Gymnasium Haganum en speelde vanaf haar zevende bij Jeugdtheaterschool Rabarber. In 2005 studeerde ze af in Moderne Letterkunde aan de Vrije Universiteit Amsterdam. Ze gaf tijdens haar studie dramales in India. Daarna studeerde ze aan de Amsterdamse Theaterschool De Trap en aan de London Academy of Music and Dramatic Art (LAMDA) en volgde diverse masterclasses.
Van Lierop speelde in 2009 in het Vredespaleis, de Iraakse ambassade en in het Haags Historisch Museum met de voorstelling Nieuw Loevestein bij theatergroep Drang in het kader van mare liberum van Grotius 400 jaar.
In 2008 had ze samen met Bas Muijs de hoofdrol in Pauwen en Reigers. Ze speelde in Levenslied, Danni Lowinski, Dokter Tinus en Goede tijden, slechte tijden en vier seizoenen als Johanna Spoor in de kinderserie VRijland (Z@pp). Ook was ze in verschillende korte films te zien, zoals High Tea, 3, en Fade.
Van Lierop presenteerde in 2012 en 2013 het programma Wist je dat? bij RTL 4.
Ze is te horen als stemactrice in animaties, tv- en radiocampagnes en bedrijfsfilms.
In 2018 verscheen haar debuut Een zee van glas, eveneens als luisterboek door Van Lierop ingesproken.

## Filmografie

### Films
- 2007 - Fade
- 2016 - Mees Kees langs de lijn - Moeder van Sep
- 2017 - Second Honeymoon - Agnes
- 2018 - Exposure - Jo

## Korte films
- 2009 - 3
- 2011 - High Tea
- 2015 - Een Vrije Dag

### Televisie
- 2008 - Pauwen en Reigers (RTV West) - Frederique Wolff (hoofdrol)
- 2010-2013 - VRijland (KRO) - Johanna Spoor (bijrol)
- 2011 - Levenslied (NCRV) - Secretaresse Lucas (gastrol)[bron?]
- 2012 - Dokter Tinus (SBS6) (gastrol) - Receptioniste (gastrol)
- 2012 - Goede tijden, slechte tijden (RTL 4) - advocaat Marjan van Velzen (bijrol, 3 afl.)
- 2014 - Danni Lowinski (SBS6) - Verzorgde vrouw met parelketting (gastrol)
- 2016 - Moordvrouw (RTL 4) - Verslaggeefster (gastrol)
- 2016 - De Ludwigs (Nickelodeon) - Josephine (gastrol)
- 2016 - De Zaak Menten (Omroep MAX) - Vrouw van A. Nowicky (gastrol)
- 2017 - Hunter Street (Nickelodeon) - Josephine Hunter (gastrol)
- 2017 - Klem (VARA) - Hanneke Moeder Lisette (gastrol, 3 afl.)
- 2017 - De 12 van Oldenheim (Videoland/RTL 4)- Nieuwsgierige vrouw (aflevering #1.3)
- 2017-2018 • 2020-heden - Goede tijden, slechte tijden (RTL 4) - Mayke van Erp; hoofd personeelszaken AZM (bijrol, 15)
- 2018 - Flikken Maastricht  (AVROTROS) - Linda Markus (gastrol)
- 2019 - Morton: nieuwslezer, verslaggever

### Presenteren
- 2012-2013 - Wist je dat? (RTL 4)

### Theater
- 2009 - Nieuw Loevestein[2]